# (1956) Artek
(1956) Artek (1969 TX1) – planetoida z pasa głównego asteroid okrążająca Słońce w ciągu 5,76 lat w średniej odległości 3,21 j.a. Odkryta 8 października 1969 roku.